# Максудов Шухрат Мірусманович
Шухрат Мірусманович Максудов (узб. Шухрат Мирусманович Максудов/Shuhrat Mirusmonovich Maqsudov, нар. 14 вересня 1970, Ташкент) — радянський та узбецький футболіст, що грав на позиції нападника. Відомий виступами за футбольні клуби «Пахтакор» і «Нефтчі» (Фергана), а також за виступами у національній збірній Узбекистану, у складі якої став переможцем Азійських ігор 1994 року. По завершенні ігрової кар'єри — футбольний тренер.

## Клубна кар'єра
Шухрат Максудов народився в Ташкенті, та розпочав виступи на футбольних полях у командах майстрів у 1988 році в ташкентській команді «Пахтакор», проте за рік зіграв лише в одному матчі Кубка СРСР. Наступного року Максудов грав у складі команди другої ліги СРСР СКА-РШВСМ з Ангрен. У 1991 році повернувся до «Пахтакора», в якому виступав уже у вищій радянській лізі. З 1992 року грав у складі «Пахтакора» вже у вищому узбецькому дивізіоні, в першому ж сезоні став разом із командою чемпіоном країни, а наступного року володарем Кубка Узбекистану. У ташкентській команді був одним із кращих бомбардирів, відзначився 51 забитим м'ячем у чемпіонатах країни. У 1997 році став гравцем команди «Нефтчі» з Фергани, у складі якої теж був одним із кращих бомбардирів, відзначившись 30 забитими м'ячами у 73 матчах чемпіонату країни. У 2000 році завершив виступи на футбольних полях.

## Виступи за збірну
У національній збірній Узбекистану Шухрат Максудов дебютував 23 серпня 1992 року в матчі зі збірною Киргизстану, відзначившись у першому ж матчі за збірну забитим м'ячем. У 1994 році його включили до складу збірної для участі у Азійських іграх 1994 року в Японії. Хоча АФК цього року вирішила, що у складі збірних мають бути гравці лише віком до 23 років, проте практично всі команди приїхали на цей турнір у найсильніших складах. Максудов на турнірі був переважно гравцем резерву, проте й у цьому випадку він став одним із кращих бомбардирів команди, відзначившись на турнірі 4 забитими м'ячами, у тому числі у фінальному матчі зі збірною Китаю, заслужено отримавши золоті медалі ігор. У складі збірної грав до 1997 року, зігравши у складі збірної 21 матч, у яких він відзначився 11 забитими м'ячами.

## Тренерська кар'єра
Після невеликої перерви по закінченні кар'єри гравця Шухрат Максудов розпочав кар'єру футбольного тренера. У 2001 році він увійшов до тренерського штабу свого колишнього клубу «Нефтчі». У 20011 році він став одним із тренерів збірної Узбекистану, працював у головній команді країни до 2015 року. У 2013—2015 роках Максудов паралельно очолював молодіжну збірну Узбекистану. Звільнений з посади на початку 2015 року за неспортивну поведінку гравців у матчі з молодіжною збірною Південної Кореї. У 2019 році Максудов очолював ташкентський клуб «Буньодкор». У 2021—2022 роках колишній футболіст знову очолював тренерський штаб «Буньодкора».

## Нагороди
У 1994 році після перемоги у складі команди на Азійських іграх Шухрат Максудов разом із іншими переможцями ігор та їх тренерами був нагороджений державною нагородою Республіки Узбекистан — медаллю «Шухрат».

## Титули і досягнення

### Командні
«Пахтакор»
- Чемпіон Узбекистану: 1992
- Володар Кубку Узбекистану: 1993

Збірна Узбекистану
- Азійські ігри:

- : 1994